# 2016年リオデジャネイロオリンピックのバレーボール競技・女子北アメリカ予選
2016年リオデジャネイロオリンピックのバレーボール競技・女子北アメリカ予選（2016ねんリオデジャネイロオリンピックのバレーボールきょうぎ・じょしきたアメリカよせん）は、2016年1月7日から9日までアメリカ合衆国ネブラスカ州のリンカーンで開催された、2016年夏季オリンピック北アメリカ・中央アメリア・カリブ海の代表チームを決定する大会である。アメリカ合衆国が優勝し、オリンピック出場権を獲得した。

## 出場チーム
開催国（アメリカ合衆国）と2015年NORCECA選手権上位の合計4か国・地域が出場した。
- アメリカ合衆国（開催国、NORCECA選手権 1位）
- ドミニカ共和国（NORCECA選手権 2位）
- プエルトリコ（NORCECA選手権 3位）
- カナダ（NORCECA選手権 4位）

## 大会形式

### 順位決定
1回戦総当たりのリーグ戦を行い、次の比較により順位を決定する。
1. 勝利数
2. 勝ち点（以下の表のとおり）
3. セット率
4. 得点率
5. ここまで同率であった場合は、直接対決の勝敗

| セット | 勝利 | 敗戦 |
| ------ | ---- | ---- |
| 3-0    | 5    | 0    |
| 3-1    | 4    | 1    |
| 3-2    | 3    | 2    |
優勝チームはそのままオリンピック出場が決定。2位チームは世界最終予選(1)に出場、3位チームは世界最終予選(2)出場権を得る。

### 試合会場
| リンカーン, ネブラスカ州       |
| ------------------------------ |
| ピナクル銀行アリーナ（英語版） |
| Capacity: 15,290               |
|                                |

## 試合結果
試合開始時刻はすべて中部標準時（UTC-06:00）。
| 日程   | 開始  |                | 結果 |                | 1set  | 2set  | 3set  | 4set  | 5set | 総得点 | R |
| ------ | ----- | -------------- | ---- | -------------- | ----- | ----- | ----- | ----- | ---- | ------ | - |
| 1月7日 | 17:00 | ドミニカ共和国 | 3–1  | プエルトリコ   | 17–25 | 25–13 | 25–23 | 25-23 |      | 92–84  |   |
| 1月7日 | 19:48 | アメリカ合衆国 | 3–0  | カナダ         | 25–18 | 25–18 | 25–15 |       |      | 75–51  |   |
| 1月8日 | 17:00 | カナダ         | 1–3  | ドミニカ共和国 | 27–25 | 16–25 | 24–26 | 20-25 |      | 87–101 |   |
| 1月8日 | 19:46 | アメリカ合衆国 | 3–1  | プエルトリコ   | 25–14 | 24–26 | 25–12 | 25-14 |      | 99–66  |   |
| 1月9日 | 17:00 | プエルトリコ   | 3–0  | カナダ         | 32–30 | 25–17 | 25–20 |       |      | 82–67  |   |
| 1月9日 | 20:08 | アメリカ合衆国 | 3–0  | ドミニカ共和国 | 25–19 | 25–19 | 25–18 |       |      | 75–56  |   |

## 最終結果
| 順位 | チーム         | 勝点 | 試合数 | 勝 | 敗 | 得セット | 失セット | セット率 | 得点 | 失点 | 得点率 |
| ---- | -------------- | ---- | ------ | -- | -- | -------- | -------- | -------- | ---- | ---- | ------ |
| 1    | アメリカ合衆国 | 14   | 3      | 3  | 0  | 9        | 1        | 9.000    | 249  | 173  | 1.439  |
| 2    | ドミニカ共和国 | 8    | 3      | 2  | 1  | 6        | 5        | 2.000    | 207  | 194  | 1.200  |
| 3    | プエルトリコ   | 7    | 3      | 1  | 2  | 5        | 6        | 0.833    | 232  | 258  | 0.899  |
| 4    | カナダ         | 1    | 3      | 0  | 3  | 1        | 9        | 0.111    | 205  | 258  | 0.795  |

|  | オリンピック出場が決定    |
|  | 世界最終予選(1)出場が決定 |
|  | 世界最終予選(2)出場が決定 |

## 個人賞
個人賞は下記の通り。
- MVP -  ニコル・フォーセット
- ベストスコアラー -  カリーナ・オカシオ
- ベストオポジット -  ニコル・フォーセット
- ベストスパイカー -  ジョーダン・ラーソン、 ステファニー・エンライト
- ベストミドルブロッカー -  ルシール・シャルー、 テトリ・ディクソン
- ベストサーバー -  アルタグラシア・マンブル
- ベストディガー -  ブレンダ・カスティージョ
- ベストセッター -  アリーシャ・グラス
- ベストレシーバー -  ケルシー・ロビンソン
- ベストリベロ -  ジェイニー・ギモンド